# 香港西九龍駅
香港西九龍駅（ホンコンにしきゅうりゅうえき）は香港油尖旺区西九龍にある、香港鉄路有限公司（香港MTR）・中国国家鉄路集団（CR）の駅。

## 概要
広深港高速鉄道の香港側終着駅。2018年に開業した。西九龍文化区という再開発地区にあり美術館や博物館、劇場などが隣接する。駅の主要施設は地下にあり香港特別行政区内の軌道は全域がトンネル構造となっている。プラットフォームは現在未使用のものを含めると16両対応が9線、8両対応が10線あり余裕をもった造りとなっている。西九龍駅と広州南駅間の所要時間は50分弱となり従来の高速バスと比べて大幅に短縮された。

### 特徴

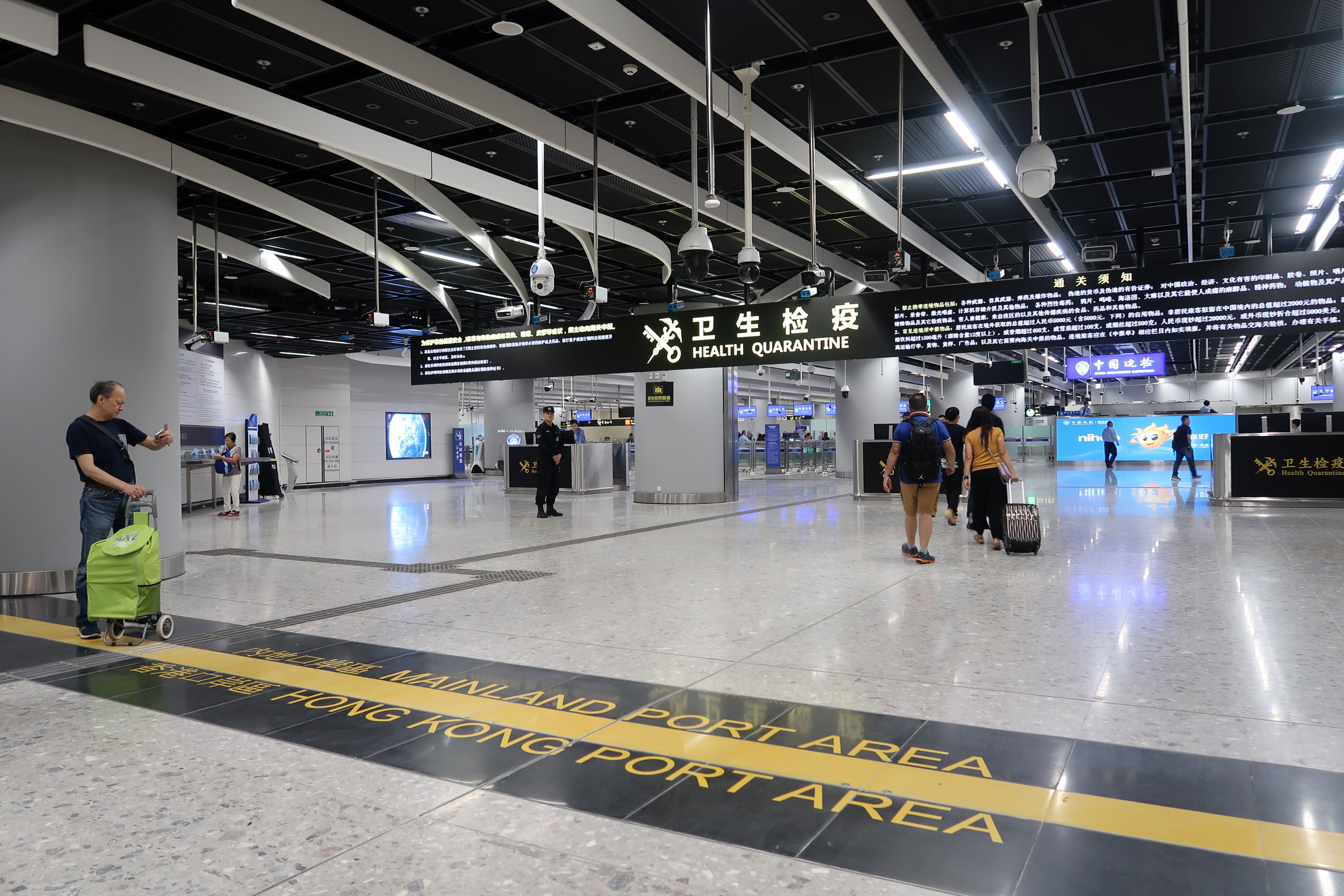
駅構内にある境界線

香港は一国二制度に基づき中華人民共和国とは異なる行政・法制度下にあるが、本駅には改札とプラットフォームの間にイミグレーションが設置されており、乗客は同一の駅構内で出入境手続きが行える(一地両検)。香港の領域内でありながら中華人民共和国の法律が適用される区域が存在する。そのため香港の民主派の一部は香港の自治権が損なわれるとして反発している。
2019年8月には、香港のイギリス総領事館に勤務する男性職員が、深圳から香港に向かう高速鉄道に乗った後に警察当局に身柄を拘束されており、西九龍駅の中華人民共和国側管理区域内で拘束された可能性が指摘されている。

### 寝台高速鉄道
当駅は高速寝台列車の始発駅ともなっており、以下の北京行と上海行の2路線が金曜日から月曜日運航している。
- 香港西九龍駅 - 深セン北駅 - 広州南駅 - 長沙南駅 - 石家庄駅 - 北京西駅
- 香港西九龍駅 - 深セン北駅 - 潮汕駅 - 廈門北駅 - 寧波駅 - 杭州東駅 - 上海虹橋駅

### 乗り入れ路線
- 広深港高速鉄道：深圳北駅・広州南駅方面[3]

中国国家鉄路集団（CR）
- 京広高速鉄道：広州南駅から武広・石武・京石旅客専用線を経由し北京西駅まで直通運行が行われる。
- 滬昆高速鉄道：京広高速鉄道長沙南駅から滬昆旅客専用線を経由し上海虹橋駅・昆明南駅まで直通運行が行われる。

- 貴広高速鉄道：広州南駅から貴陽北駅まで直通運行が行われる。

- 杭福深高速鉄道：深圳北駅から杭深旅客専用線を経由し福州駅まで直通運行が行われる。

### MTR地下鉄各線との連絡
以下の駅とは歩道橋と地下通路でつながっている。
- 九龍駅（東涌線・機場快線）[5][6][7]
- 柯士甸駅（屯馬線）[5][7]

## 歴史
- 2010年4月 - 着工。
- 2018年9月23日 - 広深港高速鉄道香港側の開業に伴い、開業[8]。
- 2020年1月30日 - 新型コロナウィルス対策として、本土との直通列車を暫定停止[9]。
- 2023年1月15日 - 3年ぶりに運行を再開。
- 2024年6月15日 - 北京・上海方面の夜行列車が運行開始した[10]。

## 駅構造
島式・頭端式ホーム11面19線を有する地下駅。改札口、切符売り場はB1階に配置されている。待合室はB3階に設けられる。
プラットホームは、下記のように配置されている。
| プラットホーム配置                       |                                                       |
| ←                                        | 番線 16両編成ホーム（未使用）                         |
| 島式ホーム（未使用）                     |                                                       |
| ←                                        | 番線 16両編成ホーム（未使用）                         |
| ←                                        | 番線 16両編成ホーム（未使用）                         |
| 島式ホーム（一方未使用）                 |                                                       |
| ←                                        | 番線 16両編成ホーム                                   |
| ←                                        | 番線 16両編成ホーム                                   |
| 島式ホーム                               |                                                       |
| ←                                        | 番線 16両編成ホーム                                   |
| ←                                        | 番線 16両編成ホーム                                   |
| 島式ホーム                               |                                                       |
| ←                                        | 番線 16両編成ホーム                                   |
| ←                                        | 番線 16両編成ホーム                                   |
| 相対式ホーム                             |                                                       |
| 相対式ホーム（乗車専用ホーム）           |                                                       |
| ←                                        | 番線 8両編成乗車専用ホーム 番線 8両編成降車専用ホーム |
| 島式ホーム（降車専用ホーム）             |                                                       |
| ←                                        | 番線 8両編成降車専用ホーム 番線 8両編成乗車専用ホーム |
| 島式ホーム（乗車専用ホーム）             |                                                       |
| ←                                        | 番線 8両編成乗車専用ホーム 番線 8両編成降車専用ホーム |
| 島式ホーム（降車専用ホーム）             |                                                       |
| ←                                        | 番線 8両編成降車専用ホーム 番線 8両編成乗車専用ホーム |
| 島式ホーム（乗車専用ホーム，一方未使用） |                                                       |
| ←                                        | 番線 8両編成ホーム（未使用）                          |
| 島式ホーム（未使用）                     |                                                       |
| ←                                        | 番線 8両編成ホーム（未使用）                          |
| 相対式ホーム（未使用）                   |                                                       |

| 階層              | 香港の区域                                                                   | 中国の区域             |
| ----------------- | ---------------------------------------------------------------------------- | ---------------------- |
| L2                | 天空回廊、展望台                                                             |                        |
| L1                | 歩道橋、店舗、出口、路線バスターミナル・柯士甸駅・九龍駅への連絡通路         |                        |
| G                 | 店舗、緑化空間、出口、空港行きシャトルバス乗降場、観光バス乗降場への連絡通路 |                        |
| B1 発券コンコース | 保安検査、レストラン、店舗、降車場、チケット売り場、柯士甸駅への連絡通路     |                        |
| B2 入境コンコース | 香港側入境管理、柯士甸駅への連絡通路、タクシースタンド、駐車場、店舗         | 中国側出境管理、店舗   |
| B3 出境コンコース | 香港側出境管理、店舗                                                         | 中国側入境管理、待合所 |
| B4 プラットホーム |                                                                              | プラットホーム         |

## 駅周辺

### 交通
- MTR九龍駅（東涌線・機場快線)[7]
- MTR柯士甸駅（屯馬線）[7][12][6]
- 西九龍駅バスターミナル（中国語版）[7]

### その他の施設
駅の周辺には巨大高層マンションが立ち並んでいる。
西側（西九龍・九龍駅側）
- 圓方（エレメンツ）
- ユニオンスクエア
- 環球貿易広場
- ザ・リッツ・カールトン香港
- ダブリュー・ホテル香港
- 天璽（The Cullinan）
- 漾日居
- 擎天半島
- 君臨天下
- 凱旋門
- 西九龍海浜長廊

東側（柯士甸駅・佐敦側）
- 渡船街
- 広東道
- 玉器市場
- 匯翔道
- 龍堡国際ホテル
- 宝霊街
- 広東道官立小学校
- 中港城
- 海港城
- 麗澤中学
- 皇家太平洋ホテル
- 港景峯・港景匯

## 隣の駅
香港MTR
■広深港高速鉄道
福田駅 - 香港西九龍駅